# Nędza (gmina)
Pour les articles homonymes, voir Nędza (homonymie).
La gmina de Nędza est une gmina rurale de la voïvodie de Silésie et du powiat de Racibórz. Elle s'étend sur 57,14 km2 et comptait 7 195 habitants en 2006. Son siège est le village de Nędza qui se situe à environ 11 kilomètres au nord-est de Racibórz et à 51 kilomètres à l'ouest de Katowice.

## Villages
La gmina de Nędza comprend les villages et localités de Babice, Ciechowice, Górki Śląskie, Łęg, Nędza, Szymocice et Zawada Książęca.

## Villes et gminy voisines
La gmina de Nędza est voisine de la ville de Racibórz et des gminy de Kuźnia Raciborska, Lyski et Rudnik.